# Poljanska
Poljanska falu Horvátországban, Pozsega-Szlavónia megyében. Közigazgatásilag Velikéhez tartozik.

## Fekvése
Pozsegától légvonalban 15, közúton 18 km-re északnyugatra, községközpontjától légvonalban 6, közúton 10 km-re nyugatra, a Papuk-hegység déli lejtőin fekszik.

## Története
A település már a középkorban is létezett. Kővár várának tartozékai között 1421-ben említik „Poss. Polyancz” alakban. 1475-ben és 1476-ban, majd 1523-ban ugyancsak a vár uradalmához tartozó települések között szerepel. Már Josip Buturac feltételezte, hogy itt a középkorban ferences kolostor állt, majd később Stanko Andrić bizonyítékot is talált erre. 1510-ben egy az obszerváns ferences rendtartomány kolostorait felsoroló okiratban „de Polyenu” alakban szerepel a szlavóniai kolostorok között. Andrić szerint a kolostor alapítói Zápolya Imre és István voltak. (A Zápolya, vagy Szapolyai család köztudottan szlavóniai származású volt.) A kolostor valószínűleg akkor pusztult el, amikor az 1532-ben Kőszeg ostroma alól visszavonuló török sereg az egész vidéket végigpusztította.
1698-ban „Polyanka” néven 9 portával szerepel a török uralom alól felszabadított szlavóniai települések összeírásában. Az első katonai felmérés térképén „Dorf Polyanska” néven látható. Lipszky János 1808-ban Budán kiadott repertóriumában „Polyanszka” néven szerepel. Nagy Lajos 1829-ben kiadott művében „Polyanszka” néven 37 házzal, 239 katolikus és 75 ortodox vallású lakossal találjuk.
1857-ben 224, 1910-ben 361 lakosa volt. 1910-ben a népszámlálás adatai szerint lakosságának 58%-a horvát, 18%-a szerb, 16%-a magyar, 5%-a német anyanyelvű volt. Pozsega vármegye Pozsegai járásának része volt. Az első világháború után 1918-ban az új szerb-horvát-szlovén állam, majd később (1929-ben) Jugoszlávia része lett. 1991-ben lakosságának 79%-a horvát, 12%-a szerb nemzetiségű volt. 2011-ben 96 lakosa volt.

## Lakossága
| Lakosság változása | Lakosság változása | Lakosság változása | Lakosság változása | Lakosság változása | Lakosság változása | Lakosság változása | Lakosság változása | Lakosság változása | Lakosság változása | Lakosság változása | Lakosság változása | Lakosság változása | Lakosság változása | Lakosság változása | Lakosság változása |
| ------------------ | ------------------ | ------------------ | ------------------ | ------------------ | ------------------ | ------------------ | ------------------ | ------------------ | ------------------ | ------------------ | ------------------ | ------------------ | ------------------ | ------------------ | ------------------ |
| 1857               | 1869               | 1880               | 1890               | 1900               | 1910               | 1921               | 1931               | 1948               | 1953               | 1961               | 1971               | 1981               | 1991               | 2001               | 2011               |
| 224                | 225                | 180                | 205                | 248                | 361                | 357                | 425                | 354                | 359                | 322                | 277                | 188                | 140                | 134                | 96                 |